# Dhurwai (stato)
Lo Stato di Dhurwai fu uno stato principesco del subcontinente indiano, avente per capitale la città di Dhurwai.

## Storia
Lo stato di Dhurwai venne fondato nella regione del Bundelkhand nel 1812 da un discendente della famiglia reale dello Stato di Orchha, il diwan Rai Singh di Baragaon presso Jhansi. Questi ebbe otto figli ai quali vennero concessi degli Jagirs, tra cui Dhurwai, Bijna e Tori Fatehpur.
Lo stato si trovava nell'attuale parte orientale della Provincia di Jhansi. Nel 1823 il diwan Budh Singh ottenne un sanad dalle autorità britanniche. Un secolo dopo il diwan di Dhurwai divenne uno dei primi costituenti della Camera dei Principi istituita nel 1920.
Dopo l'indipendenza indiana, il 1 gennaio 1950, il Dhurwai entrò a far parte dell'Unione Indiana, venendo poi unito allo stato di Vindhya Pradesh con altri jagir Hasht-Bhaiya.

## Governanti
La famiglia regnante ebbe il titolo di Diwan.

### Diwan
- .... - ....                Prithvi Raj
- c.1823                     Budh Singh
- 18.. - 1851                Nahar Singh
- 14 gennaio 1851 - novembre 1910     Ranjor Singh                       (n. c.1833 - m. 1910)
- 1910 - 1947               Jugal Prasad Singh